# E3 2021
E3 2021는 비디오 게임 산업의 다양한 제조사, 소프트웨어 개발사 및 배급사가 새 제품을 소개하는 26번째 E3였다. 엔터테인먼트 소프트웨어 협회 (ESA)가 개최해 2021년 6월 12일부터 15일까지 온라인상으로 대중에 공개돼 진행됐다.
해당 행사에서는 주요 배급사들이 로스 엔젤레스에서 실시간으로 방송을 송출했으며, 그 이외에 게임 어워드, 프리뷰 시간, 기업들 간의 교류를 위한 온라인 비공개 회의 보조 등이 이뤄졌다. 인터넷상에서만 이뤄진 이번 해의 행사 사정상 명칭이 일렉트로닉 엔터테인먼트 엑스포가 아닌 일렉트로닉 엔터테인먼트 익스피리언스(Electronic Entertainment Experience)로 변경됐다. 이번 온라인 행사 진행은 그렉 밀러, 재키 징, 알렉스 멘데즈가 맡았다.
E3 2021는 이전 해에 진행될 예정이었으나 코로나19 범유행에 인해 사정상 취소된 E3 2020 이후 열렸다. 개최 단체 ESA는 본래 2021년 4월 행사 참가자들에게 6월 경에 현장 행사를 진행할 것이라 안내했으나 코로나19에 대한 염려로 계획을 수정했다. 2021년 E3는 완전히 온라인으로 개최했으나 2022년에는 다시 현장 행사로 복귀할 예정임을 발표했다.
행사에 참여한 기업들로 닌텐도, 마이크로소프트, 캡콤, 유비소프트, 테이크투 인터랙티브, 워너 브라더스 인터랙티브 엔터테인먼트, 코흐 미디어, 스퀘어 에닉스, 세가, 기어박스 소프트웨어, 반다이 남코, 터틀 비치, 베리존, 엑시드 게임스가 있었다. 본래 코나미도 참여할 예정이었으나 당시 진행중인 프로젝트들은 차후에 발표할 것이라는 이유로 E3에 참가하지 않았다.

## 발표 게임
다음은 E3 2021에서 등장한 주요 배급사별 게임 목록이다.
| 캡콤 - 대역전재판 - 몬스터 헌터 라이즈 - 몬스터 헌터 스토리즈 2: 파멸의 날개 - 바이오하자드 빌리지 기어박스 소프트웨어 - 갓폴 - 홈월드 3 - 타이니 티나의 원더랜즈 - 트라이브스 오브 미드가드 엑스박스 게임 스튜디오/베데스다 소프트웍스 - 포르자 호라이즌 5 - 헤일로 인피니트 - 마이크로소프트 플라이트 시뮬레이터 - 사이코너츠 2 - 씨 오브 시브즈 - 아우터 월드 2 - 엘더 스크롤 온라인 - 폴아웃 76 - 레드폴 - 별무리 | 닌텐도 - 어드밴스 워즈 1+2: 리부트 캠프 - 크루즌 블래스트 - 젤다무쌍 대재앙의 시대 - 젤다의 전설 브레스 오브 더 와일드 후속작 - 젤다의 전설 스카이워드 소드 HD - 마리오 골프 슈퍼 러시 - 마리오 파티 슈퍼스타즈 - 메트로이드 드레드 - 슈퍼 스매시브라더스 얼티밋 - 즐거움을 나눠라 메이드 인 와리오 스퀘어 에닉스 - 성검전설: 레전드 오브 마나 - 라이프 이즈 스트레인지: 리마스터드 컬렉션 - 라이프 이즈 스트레인지: 트루 컬러즈 - 마블 어벤져스 - 가디언즈 오브 갤럭시 - 스트레인저 오브 파라다이스: 파이널 판타지 오리진 유비소프트 - 어쌔신 크리드 발할라 - 아바타: 프론티어 오브 판도라 - 파 크라이 6 - 저스트 댄스 2022 - 마리오 + 래비드 반짝이는 희망 - 라이더즈 리퍼블릭 - 락스미스+ - 톰 클랜시의 레인보우 식스 익스트랙션 - 톰 클랜시의 레인보우 식스 시즈 |